# 交食周期

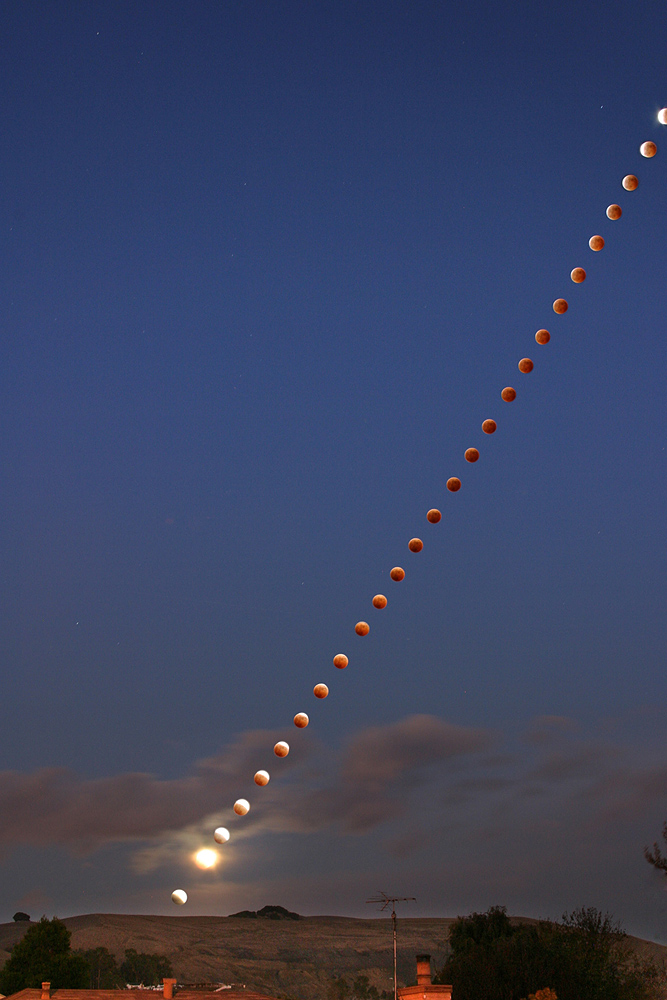
2004年10月於加州北部拍攝的月全食連續攝影。

交食週期是相同的食一再循環發生的時間間隔。食有各種不同的種類，而相同現象的食會再度發生。重複相同食的系列就稱為交食系列。

## 食的條件
當地球和月球與太陽並列時就可能發生食，這時一個天體由太陽造成的影子就會落在另一個天體之上。所以當新月 (或黑月) 之際，這時在地球上一段狹窄的地區內看月球可能會從太陽的前方經過，這些地區就會看見日食。而當滿月之際，月球衝日，月球可能會穿越地球的影子，這時地球在夜晚的地區就會看見月食。
註：月球的合和衝另有專門的名稱朔望 (源自希臘語：Syzygy)，因為這是很重要的月相。
因為環繞地球的月球軌道相對於地球環繞太陽的軌道 (黃道) 是傾斜的，所以不會每個新月和滿月都發生食。而從太空中看，月球最靠近太陽時 (新月)或離太陽最遠時 (滿月)，這三個天體通常不會確實的在一條直線上。 
這個傾角平均大約是：
I =   5°09'
比較與此相對應的平均視直徑：
太陽：    32' 2"
月球：    31'37" (從地球表面上月球正在天頂之處觀察)
和：    1°23'    (地球的影子在地月平均距離上的平均直徑)
因此，在新月時，地球多數都是在遠離月球影子的南邊或北邊，而且滿月食的月球也會錯過地球的陰影。同樣的，除非月球靠近近地點，多數的日食發生時，月球的視直徑不足以將太陽的盤面完全遮蔽掉。無論是何種食，三者對得越直，食就越完美。
只有當月球靠近地球的軌道平面時才會發生食，也就是黃緯的數值必須很小。這只有當月球在朔望之際，且靠近軌道上的兩個交點之一時才會發生。當然，要發生食，太陽這時也必須在交點的附近：日食時在交點的同側，月食時在交點的對面。

## 重現

以地球在中心的一張符號軌道圖，顯示出可以發生食的兩個交點。

以地球在中心的一張符號軌道圖，顯示出可以發生食的兩個交點。

每一年有兩次，食可以在一或二個月的時段內發生，在這段時間內太陽會在月球軌道上的交點附近經過。
不是每個月都會發生食，因為在食發生的那個月之後，地球、月球和太陽的幾何位置改變了。
從地球上看，月球重新回到交點所花費的時間，稱為交點月，比回到相同黃經，相對於太陽位置的朔望月時間要短。這主要的原因是當月球完整的繞行地球一圈時，地球 (和月球) 也繞了太陽運行了1/13圈：月亮必須再多繞行地球這一段旅程，才能再回到與原來相同的日月相對位置 (新月或滿月)。其次，月球的交點有在黃道上向西移動的進動，一個週期大約是18½ 年，所以交點月也比恆星月短。總而言之，交點月比朔望月短了約2⅓ 天。同樣地，從地球上看，當太陽沿著黃道運動，也會經過這兩個交點。再回到相同焦點的週期稱為食年，大約是346.6201天，比恆星年大約短了1/20年，這是交點的進動造成的。
如果在新月發生日食，月球必然在一個交點的附近，則通常在下一個滿月的前後一天之內月球也會靠近另一個交點，可能會也可能不會經過地球的陰影內。在下一個新月時，月球會超越到交點的前方，因此較不可能再發生日食。而再下一個月則一定不會發生。
然而，經過5到6個朔望月之後，新月又會在另一個交點的附近發生，這時 (半個食年) 太陽也移動到另一個交點上，在這種適宜的情況下又會發生一次或多次的食。

## 週期性
雖然這依然是相當隱晦的預言，然而我們知道，如果在某一個時刻發生了食，這個食在經歷了整數的S個朔望月與也是整數 (回到相同的交點) 或是多 + ½ (回到另一個交點) 的D個交點月之後，必然會再度發生。如此，那些相似的食就以P為週期不斷的重複出現：
P = S×(朔望月) = D×(交點月)
出現一次食之後，經過P的時間之後，食雖然會再度出現，但依然有他的極限，因為這只是近似的關聯性。
另一個需要考慮的是，月球並不是在完美的圓軌道上運行，它的軌道是有些橢圓的，所以與地球的距離在一個軌道週期內是不斷的在變化者。距離的改變會造成月球視直徑的變化，並且影響到食發生的機會、持續時間和類型 (偏食、全食、環食或混合型)。這種軌道週期稱為近點月，與朔望月一起會造成新月 (和滿月) 重現的時間間隔以大約14個朔望月的週期變化，這就是所謂的滿月週期。月球在靠近地球 (近地點) 時的軌道速度較快，在遠離地球 (遠地點) 時軌道速度較慢，這使得經過軌道上的相對點時間會與平均時間有±14 小時的變化，使得相同的月相視直徑有±6%的改變。食的週時也需要與近點月有整數的關係，才能使預測的食良好的再次重現。

## 數值
從前面的敘述知道有各種不同的月，這些月也各自有不同的長度 (時間)，依據ELP2000-85的月球星曆表，在J2000.0曆元下，這些月的長度如下：
朔望月SM =  29.530588853 天
交點月DM =  27.212220817 天
近點月AM =  27.55454988天
食年EY = 346.620076    天
注意有三個會移動的主要點：太陽、月球和交點 (昇交點)；還有三個主要的週期，這三個主要的點會與這些週期個別或成對的交會：朔望月是太陽與月球會合的週期，交點月是月球經過相同交點的週期，食年是太陽經過相同交點的週期。  這三種關連性是各自獨立的，而實際上食年可以做為整合朔望月和交點月的節拍器，形式如下：
{\displaystyle {\mbox{EY}}={\frac {{\mbox{SM}}\times {\mbox{DM}}}{\mbox{SM-DM}}}}
將上列的數值填入就能核對出來。
食的週期要有一定數量的整數朔望月與一定數量的整數或+ ½ 交點月嚴謹配合的時間：在食之後經過這樣的一個週期，一個朔望 (新月或滿月) 再度在黃道上與月球的交點接近，於是食也再度發生。然而，朔望月和交點月是不相稱的：它們的比率不是整數。我們需要接近這個比率的常分數：將二個週期分別當成分母與分子，然後以二倍的週期(近似的) 跨過相同的時間，假設為食的週期。使用連分數的方法可以找到這樣的分數：以數學的技巧提供一系列的真分數以得到更接近實數的分數。
```
 比率的目標是29.530588853/ (27.212220817/2) = 2.170391682
```

```
   2.170391682 =                               半交點月/朔望月:
   2+1/                                              2/1
       5+1/                                         11/5
           1+1/                                     13/6        半年
               6+1/                                 89/41
                   1+1/                            102/47
                       1+1/                        191/88
                           1+1/                    293/135      
特里托斯
（
英语
：
）

                               1+1/                484/223      
沙羅
    
                                   1+1/            777/358      
依內克斯

                                       11+1/      9031/4161
                                            1+... 9808/4519
```

朔望月與半食年和食年的比率也有類似的系列：
```
   5.868831091 =                                 朔望月/半食年 ,  /食年
   5+1/                                              5/1
       1+1/                                          6/1              6個月
           6+1/                                     41/7
               1+1/                                 47/8      47/4
                   1+1/                             88/15
                       1+1/                        135/23             
特里托斯
（
英语
：
）

                           1+1/                    223/38    223/19   
沙羅
    
                               1+1/                358/61             
依內克斯

                                   11+1/          4161/709
                                        1+...     4519/770  4519/385
```

這些都是食的週期，一些較不精確的週期可能都是由這些週期組合而成的。

## 食的週期
這張表綜合了各種不同時的週期的特徵，並且能從先前推算的數值中找出結果; cf. Meeus (1997) Ch.9 .  更多的細節在下面的說明中，並且有幾個著名的週期有自己的說明條目。
| 週期         | 日數       | 朔望月  | 交點月   | 近點月   | 食年    | 回歸年  | 食季  | 沙羅週期 |
| ------------ | ---------- | ------- | -------- | -------- | ------- | ------- | ----- | -------- |
| 两星期       | 14.77      | 0.5     | 0.543    | 0.536    | 0.043   | 0.040   | 0.086 | +19      |
| 朔望月       | 29.53      | 1       | 1.085    | 1.072    | 0.085   | 0.081   | 0.17  | +38      |
| 食季         | 177.18     | 6       | 6.511    | 6.430    | 0.511   | 0.485   | 1     | +5       |
| 太陰年       | 354.37     | 12      | 13.022   | 12.861   | 1.022   | 0.970   | 2     | +10      |
| octon        | 1387.94    | 47      | 51.004   | 50.371   | 4.004   | 3.800   | 8     | +2       |
| 八年週期     | 2923.53    | 99      | 107.399  | 106.100  | 8.434   | 8.004   | 17    | -29      |
| 第三         | 3986.63    | 135     | 146.501  | 144.681  | 11.501  | 10.915  | 23    | +1       |
| 沙羅週期     | 6585.32    | 223     | 241.999  | 238.992  | 18.999  | 18.030  | 38    | 0        |
| 默冬章       | 6939.69    | 235     | 255.021  | 251.853  | 20.021  | 19.000  | 40    | +10      |
| 依內克斯     | 10,571.95  | 358     | 388.500  | 383.674  | 30.500  | 28.945  | 61    | +1       |
| 转轮週期     | 19,755.96  | 669     | 725.996  | 716.976  | 56.996  | 54.090  | 114   | 0        |
| 卡利巴斯週期 | 27,758.75  | 940.008 | 1020.093 | 1007.420 | 80.085  | 76.002  | 160   | +40      |
| 喜帕恰斯週期 | 126,007.02 | 4267    | 4630.531 | 4573.002 | 363.531 | 344.996 | 727   | +25      |
| 巴比伦曆     | 161,177.95 | 5458    | 5922.999 | 5849.413 | 464.999 | 441.291 | 930   | +14      |
| 四分期       | 214,038.72 | 7248    | 7865.500 | 7767.781 | 617.500 | 586.016 | 1235  | +19      |

說明：
- 两星期：當一個食發生，就有機會在大約14天之後的另一個交點上發生另一次食：太陽和月球相對於交點大約會移動15° (月球會移動到與先前相對的點上)，但是或許還在成食的範圍之內。
例如，在2003年5月15日發生月全食，接著在2003年5月31日發生日偏食。
- 朔望月：相似的，在一個月內太陽和月球也可以在交點的兩側各發生一次食的事件，相隔29°：這兩次事件都是偏食。
- 食季：在6個月 (有時是5或7個月)，太陽在另一個交點時，食會再度發生。
- 太陰年：12個朔望月，比食年略長一點的時間：太陽回到原來的交點附近，食可能會發生。
- Octon：默冬章的1/5，明確但相當短的週期，但與近點月不相符。某些沙羅序列在經過一octon之後，另一個編號更高的沙羅序列將會開始。
- 八年週期：一種古老的曆週期而不是食的週期，八年期包含99個太陰月，誤差大約在1.5天。
- 第三Tritos：一種普通的週期，類似沙羅與Index的關係。
- 沙羅週期：最著名的食的週期，也是預測食最好的週期之一，長度相當於223個朔望月等於242個交點月，兩者的差異只有51分鐘。
- 默冬章或Enneadecaeteris：這相當於19回歸年，但也是5"octon"周期或是20食年：所以它是食有著相同日期的短週期，在太陰月中有110個小月和125個大月，共6940天，相當於235個朔望月，誤差在7.5小時以內。
- 依內克斯：本身是一個不明確的週期，但它在區分食的週期分類中非常方便。當一個沙羅序列結束後，新的沙羅序列在經過1依內克斯才會開始 (因此他是由in與ex的組合的字)。經過1依內克斯之後的食，會在相同的黃經但相反的黃緯上發生。
- 转轮週期（Exeligmos）：三倍的沙羅週期，它幾乎佔盡了日數為整數的好處，因此在經歷1转轮週期的食，在原來地點的食只是提早一點發生，對比於沙羅週期，相同序列的食會提早8小時在偏西120°的地方發生。
- 卡利巴斯週期：4倍於默冬章的週期，有441個小月和499個大月的太陰月，或76個曆年 (365¼ 天)，相當於940個朔望月，相差只有5.9小時。
- 喜帕恰斯週期：不是很明顯的食週期，被喜帕恰斯嚴謹調配的朔望月 (4267) 和近點月 (4573)、年 (345) 和日數 (126007)。經由他自己的觀察與345年或更早期的巴比倫人紀錄比較，他可以確認迦勒底人曾經使用過的各種不同週期的準確性。
- 巴比倫：在迦勒底人的天文計算中使用的比率在5923至5458個月之間的週期。
- 四分期：有時在6個食季中會連續發生4次月全食，稱為tetrad。Giovanni Schiaparelli 注意到這種組合有時會頻繁的發生，但有時會中斷而變得非常罕見，這種變化大約會經歷6個世紀。 安东尼·潘涅库克 (1951)解釋了這種現象並發現了591年的週期；Van den Bergh (1954)從Theodor von Oppolzer的 Canon der Finsternisse發現了586年週期。這是一種偶然的食週期。最近，都鐸休斯以地球軌道離心率的長期加速度變化解釋了這種週期的變異：這種週期是易變的，目前的週期大約是565年；更詳細的研究可以參考Meeus(2004)的著作。

### 引用
1. ↑  Meeus (1991) form. 47.1
2. ↑  Meeus (1991) ch. 49 p.334
3. ↑  Meeus (1991) form. 48.1

## 外部連結
- Search 5,000 years worth of eclipses（页面存档备份，存于）